# Christian Kracht

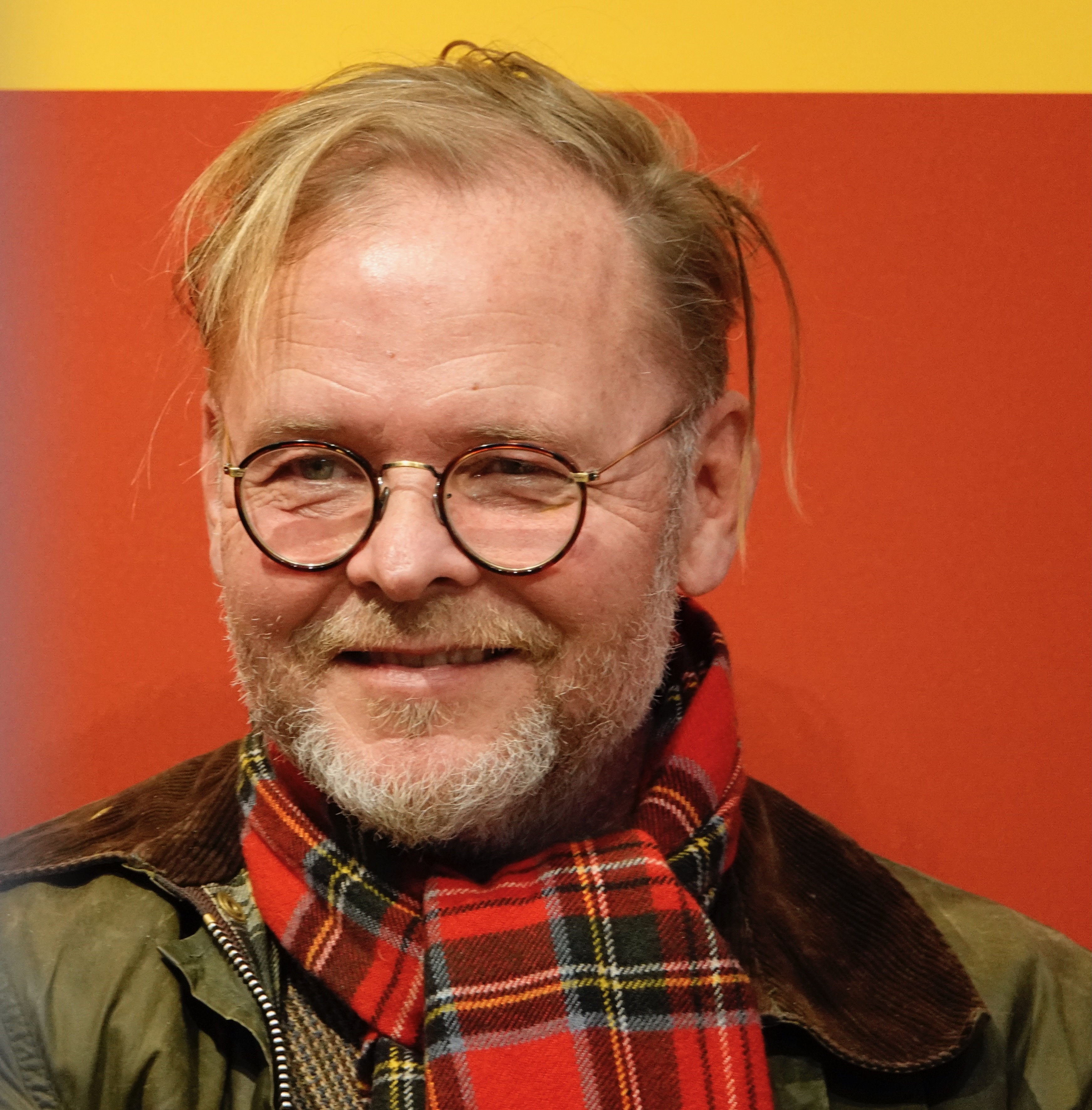
Christian Kracht 2025

Christian Kracht (* 29. Dezember 1966 in Saanen) ist ein Schweizer Schriftsteller, Drehbuchautor und Journalist.

## Leben und Wirken
Christian Kracht ist der Sohn des gleichnamigen Verlagsmanagers und seiner Frau Uta. Krachts Vater war mehrere Jahre Generalbevollmächtigter und erster stellvertretender Aufsichtsratsvorsitzender des Axel-Springer-Konzerns. Kracht wuchs in der Schweiz, Deutschland, den USA, Kanada und Südfrankreich auf. Er besuchte mehrere internationale Internate, unter anderem die Schule Schloss Salem und die kanadische Lakefield College School. Wie er im Mai 2018 bei einer Poetikvorlesung an der Frankfurter Universität berichtete, wurde er in Lakefield als Zwölfjähriger von einem Pastor sexuell missbraucht. Kracht studierte nach seinem Abitur 1985 ein Jahr lang Film und Literatur am College of Liberal Arts der Pennsylvania State University und anschliessend am Sarah Lawrence College in Bronxville, New York, wo er 1989 sein Studium abschloss. Mitte der 1990er Jahre ging Kracht nach Neu-Delhi. Als Nachfolger von Tiziano Terzani arbeitete er als Indien-Korrespondent für den Spiegel.
Danach lebte er für mehrere Jahre in der ehemaligen jugoslawischen Botschaft in Bangkok. Von dort aus bereiste er verschiedene andere asiatische Länder. Seine Reiseberichte wurden zunächst in der Welt am Sonntag veröffentlicht und im Jahr 2000 unter dem Titel Der gelbe Bleistift bei Kiepenheuer & Witsch publiziert. Ab 1998 war Kracht für die Boulevardzeitung B.Z. als «Textpfleger» tätig. Er war vom damaligen Chefredaktor Franz Josef Wagner engagiert worden.
Von Herbst 2004 bis Juni 2006 gab Christian Kracht in Kathmandu, wegen der politischen Unruhen in Nepal später in San Francisco, in Zusammenarbeit mit dem Schriftsteller Eckhart Nickel insgesamt acht Ausgaben des Magazins Der Freund heraus. Das Magazin wurde im März 2006 mit dem «bronzenen Nagel» des Art Directors Club für Deutschland (ADC) in der Kategorie «Zeitschriftengestaltung» und dem LeadAward in Gold in der Kategorie «Cover des Jahres» ausgezeichnet. 2006 war Kracht Dozent an der vom Berliner Autor und Konzeptkünstler Rafael Horzon gegründeten Wissenschaftsakademie Berlin.
Von Mitte November 2006 bis Ende Oktober 2007 war Kracht fester Kolumnist der Frankfurter Allgemeinen Zeitung. Seine jeden zweiten Samstag erschienene Kolumne trug den Titel «Brief aus …» (manchmal auch «Gespräch mit …»). Laut Kracht sei es Absicht gewesen, sich ein Jahr lang in der Kolumne mit der «Selbstreferenzialität» zu beschäftigen. Zusammen mit Horzon schrieb er 2005 drei identische Briefe an Wim Wenders, Björk und Jonathan Meese, in denen die beiden ihre Bewunderung bekunden und angeben, dem Schreiben 1000 Euro beigelegt zu haben.
2006 schrieb er zusammen mit Horzon das Stück Hubbard. Der Titel spielt auf den Scientology-Gründer L. Ron Hubbard an. Die Uraufführung am Hamburger Thalia Theater kam nicht zustande, da es sich unter anderem aufgrund einer Regieanweisung, einhundert brennende Ziegen über die Bühne zu jagen, nicht aufführen liess.
Ende Februar 2007 erschien, als Ergebnis einer Kilimandscharo-Besteigung in Zusammenarbeit mit Ingo Niermann, das Buch Metan, in dem der Planet Erde von einer unsichtbaren Zivilisationsform bewohnt und beherrscht wird. Die Autoren Kracht und Niermann treten mit dieser Zivilisationsform in Kontakt und werden Zeugen bis dahin nicht für denkbar gehaltener und nicht einmal gedachter Erscheinungen. Ablehnend bis verwundert gaben sich die ersten Rezensionen: «Was die beiden Dichter in der Folge dieser Reise da jedenfalls über die Erneuerung des Menschengeschlechts aus dem Geist des Furzes zusammenschwadronieren, ist wirklich beunruhigend. Oder auch einfach: großer Quatsch.» Ein anderer Rezensent erkannte in der vermeintlichen Verschwörungstheorie «eine Parodie des alarmistischen, menschheitsbelehrenden Groß-Sachbuches» und befand: «Wenn man allerdings dieses Buch für einen Scherz hält, dann ist es vielleicht gar kein schlechter.»
Um 2015 lebte Christian Kracht mit seiner Frau, der Regisseurin Frauke Finsterwalder, und der gemeinsamen Tochter in Los Angeles. 2019 lebte er in Indien. 2020 zog er aufgrund der Coronakrise zurück in die Schweiz. Kracht ist Mitglied des P.E.N.-Zentrum deutschsprachiger Autoren im Ausland und Mitgründer des PEN Berlin.
Im Jahr 2019 übergab Christian Kracht dem Marbacher Literaturarchiv sein persönliches Archiv. Im Jahr 2025 wurde er als Gastprofessor an die Universität Zürich berufen.
Kracht wird von der Literaturagentur Wylie vertreten.

## Romane
1995 veröffentlichte Kracht seinen Debütroman Faserland. Er beschäftigt sich darin mit der zeitgenössischen Konsumkultur, dem Niedergang der sogenannten harmonischen «bürgerlichen Gesellschaft» der Nachkriegszeit und individuellen und nationalen Identitätskrisen. Kracht erklärte, Erzählperspektive und Erzählhaltung seien «zutiefst unsicher». Wer da eigentlich spreche und ob er selbst es sei, bleibe offen.
Für seinen im September 2001 erschienenen Roman 1979 erhielt Kracht internationale Anerkennung. Er schildert die Fragilität eines als dekadent beschriebenen westlich-großbürgerlichen Wertesystems und seine Ohnmacht gegenüber den östlich-totalitären Modellen Islamismus und Maoismus. Der Roman erschien in unmittelbarer zeitlicher Nähe zu den Anschlägen vom 11. September 2001, was ihm zusätzliche Beachtung verschaffte.
Unter dem Titel Ich werde hier sein im Sonnenschein und im Schatten wurde im September 2008 der dritte Roman von Christian Kracht veröffentlicht. Er gehört zum Genre der Alternativweltgeschichten und handelt von einer «Schweizer Sowjet Republik (SSR)», die sich im Dauerkrieg u. a. mit einem Grossteil Resteuropas befindet. Es handelt sich um eine Dystopie, um eine Geschichte von der Endzeit aller Zivilisation. Eine Inspiration für das Buch war Das Orakel vom Berge von Philip K. Dick, auf das sich Kracht mit mehreren Anspielungen bezieht.
Mit Imperium erschien im Februar 2012 der vierte Roman Krachts. Imperium erzählt die Geschichte des Aussteigers August Engelhardt aus Nürnberg neu. Engelhardt reiste Anfang des 20. Jahrhunderts in die damalige Kolonie Deutsch-Neuguinea, um dort eine Kokosplantage zu kaufen und zu betreiben. Sein erklärtes Ziel: sich als bekennender Vegetarier ausschließlich von der Kokosnuss zu ernähren. Auf dieser historisch belegten Gestalt basierend, erzählt Kracht eine Mischung aus Südseeballade, Sehnsuchtsphantasie und Aussteigergeschichte. August Engelhardt sah sich selbst als Weltretter, wollte eine neue Religion stiften, ein eigenes Reich gründen und mit einer kruden Kokosnuss-Philosophie die ganze Welt retten. Imperium erzählt vom Aufbruch, von Hoffnungen, Enttäuschungen und dem grandiosen Scheitern. Der Leser folgt einer Spirale des Wahnsinns, die Verwerfungen des 20. Jahrhunderts vorwegnimmt. Der Held geht am Ende unter. Er wird vom Vegetarier zum Kannibalen, vom Weltenretter zum Antisemiten und vom gesunden Asketen zum körperlichen Wrack.
2016 folgte der Roman Die Toten. Das Motiv der Leblosigkeit bezieht sich im Text u. a. auf Medienformen, die von neuen Formen der Vermittlung verdrängt werden, an die sie die Macht zur Lenkung der gesellschaftlichen Selbstwahrnehmung abgeben. Ausgeführt wird diese Überkommenheit am Beispiel des Aufstiegs der Filmstudios von Hollywood in den 1930er Jahren. Die Kulturschaffenden in Japan und im Deutschen Reich – zwei Regionen, die schon bald Tod und Vernichtung über die Welt bringen werden – wollen dem Einfluss der amerikanischen Filme eine eigene Koproduktion entgegenstellen. Die Entscheidung fällt auf das Genre Gruselfilm, welches ausgerechnet der als unbedarft dargestellte Schweizer Regisseur Emil Nägeli in Japan realisieren soll.
Im März 2021 veröffentlichte Kracht den Roman Eurotrash, der zunächst als Fortschreibung zu Faserland  vermarktet wurde und an Motive daraus anknüpft. In dem Buch geht es um die Auseinandersetzung des Ich-Erzählers mit dem Namen Christian Kracht mit seiner eigenen Familiengeschichte, wobei insbesondere die alkoholkranke Mutter im Zentrum steht. Das Buch ist autobiographisch geprägt. Eurotrash wurde im Jahr seiner Veröffentlichung für den Preis der Leipziger Buchmesse in der Kategorie Belletristik nominiert. Der Roman stand auch auf der Shortlist für den Schweizer Buchpreis 2021. Sechs Tage nach Bekanntgabe der Shortlist zog Kracht seine Kandidatur zurück. Er begründete dies damit, dass er, der den Preis bereits 2016 gewonnen hatte, den anderen Nominierten eine grössere Chance geben und «der Diskussion über die Förderung meines Werkes, wie sie bisweilen in einigen Schweizer Medien betrieben wird, nicht weiteren Stoff liefern» wolle.
Im März 2025 erschien Krachts Roman Air. Der Protagonist, ein Schweizer Inneneinrichter namens Paul, wird mit einem lukrativen Auftrag aus seinem abgeschiedenen schottischen Wohnort in ein norwegisches Rechenzentrum gelockt, wo er die Wände in ein perfektes Weiß tauchen soll. Was zunächst wie ein harmloses Designprojekt beginnt, entwickelt sich zu einer existenziellen Reise. Damit verwoben erzählt Kracht die Geschichte einer Begegnung und Schicksalsgemeinschaft zweier Wesen in einer zeit- und ortlosen Gegenwelt. Der Roman ist von einer melancholischen Romantik durchzogen und thematisiert, hierin anderen Werken Krachts durchaus verwandt, das Verschwinden. Air wurde für den Preis der Leipziger Buchmesse 2025 nominiert.

### Rezeption und Wirkung
Von seinen in 30 Sprachen (Stand 2018) übersetzten Büchern sagt der Autor, sie seien nur «light entertainment». Jedoch verbirgt sich hinter dieser Aussage Krachts eigener Anspruch: «Das höchste Erreichbare in der Kultur ist nach der Architektur die Komödie. Ich begreife meine Werke humoristisch.»
Krachts erster Roman Faserland (1995) wird von einigen Kritikern als ein richtungweisendes Schlüsselwerk deutschsprachiger Popliteratur ab Mitte der 1990er Jahre bezeichnet, andere zogen Parallelen zum Werk Bret Easton Ellis’ oder sahen in Krachts Text gar ein Plagiat.
Kracht selbst stand der Bezeichnung «Popliteratur» distanziert gegenüber. So hatte er den Abdruck seiner Texte in einer Anthologie zum Thema in seinem Verlag Kiepenheuer & Witsch abgelehnt.
Faserland wird auch in die Tradition des deutschen Bildungsromans gestellt, wofür u. a. die Vielzahl der intertextuellen Bezüge herangezogen wird. Insbesondere sein Ende macht das literarische Spiel mit Thomas Manns Tod in Venedig, mit der Charon-Mythologie, mit Goethes Faust I und Auf dem See sowie mit Klopstocks Freundschaftsode Der Zürchersee augenfällig.
Krachts Bücher enthalten ausserdem Anspielungen auf Thomas Manns Der Zauberberg, Jean Baudrillards Der symbolische Tausch und der Tod, das Werk Ernst Jüngers und David Lynchs, die sanft-ironischen Reiseberichte Robert Byrons, Hugo Pratts Südseeballade um Corto Maltese und Hergés Tim und Struppi. Im Stil der von Hergé entwickelten ligne claire sind auch die Illustrationen von Dominik Monheim in der 1998 bei Kiepenheuer & Witsch in Köln erschienenen Erstausgabe der Ferien für immer gehalten, einem gemeinsam mit Eckhart Nickel verfassten Brevier über «die angenehmsten Orte der Welt».
1999 stellte Kracht fest: «Ich hab keine Ahnung, was das sein soll: Popliteratur.» In einem Interview zur Veröffentlichung von Ich werde hier sein im Sonnenschein und im Schatten sagte Kracht: «Aber ich fühle mich […] zu alt, um Konsumgüter und Markennamen in meinen Büchern zu erwähnen. […] Zuerst dachte ich, eine leichte Verneigung vor dem medialen Konstrukt der Popliteratur hineinschreiben zu wollen, ein letztes Aufbäumen durch die Erwähnung der Parisienne-Zigarette, aber was soll’s? Ich habe es zum Glück herausgestrichen – nichts sollte mehr daran erinnern, dass man mir einst vorwarf, bereits auf der allerersten Seite von Faserland tauchten zehn bis zwölf Markennamen auf.» Manche Kritiker werteten Krachts Roman 1979 als Abgesang auf die Popliteratur und sahen Kracht auf dem Weg «in Richtung echten Ernst».
Ich werde hier sein im Sonnenschein und im Schatten, erschienen 2008, ist die literarische Erfindung eines alternativen Verlaufs der Weltgeschichte seit dem Ersten Weltkrieg. Auf die Frage, ob sein dritter Roman auch sein letzter sei, antwortete Kracht: «Faserland, 1979 und nun der neue bilden sicherlich eine Art Triptychon, das mir nun beendet erscheint. Problematisch ist sicherlich das Schicksal des Künstlers, der nicht aufhören kann und dann nie wieder seine Blütezeit erreicht.»
«Einen Satz über Christian Krachts Roman Imperium zu sagen, ist, als wollte man Goethes Unterhaltungen deutscher Ausgewanderten in einen Orangenkern eingravieren. Vielleicht in eine Kokosnuss? Der Kokovore auf seiner Südseeinsel würde sie irgendwann verzehren, und die Schrift wäre dann weg. Aber im Hintergrund würden sich dann immer noch schattenhafte Schicksalsgebirge auffalten: die deutsche Geschichte hinter den Aussteigern, die sie gemacht haben, indem sie ihr entkommen sind, als der böse Schicksalszug einen Augenblick angehalten hat. Ein Abenteuerroman. Kein Zweifel. Dass es das noch gibt», sagte Elfriede Jelinek über Christian Krachts vierten Roman, der Anfang 2012 ebenfalls im Verlag Kiepenheuer & Witsch publiziert wurde.
In seiner Dankesrede für die Verleihung des Wilhelm-Raabe-Literaturpreises 2012 bezeichnete Kracht die Autoren J. D. Salinger, Bret Easton Ellis, Paul Bowles, Ernst Jünger, Thomas Pynchon und Joseph Conrad als Einflüsse. Im Rahmen seiner Frankfurter Poetikvorlesung ergänzte er die Liste 2018 um T. S. Eliot, Walter Benjamin, W. G. Sebald, Hubert Fichte, Fritz J. Raddatz, Eckhart Nickel, Alice Schwarzer, Christoph Schlingensief, Klaus Theweleit, Paul Celan und Christoph Ransmayr.

### Kontroversen
Kracht, der sich als Kosmopolit betrachtet, löste wiederholt Kontroversen aus. Seine Interviewaussagen sind selten eindeutig. So sind auch Krachts oft als provokant empfundenen Einlassungen zum Zeitgeschehen mitunter cum grano salis zu nehmen bzw. nur in ihrem Zusammenhang zu verstehen. Dies gilt etwa für das Interview kurz nach den Anschlägen vom 11. September 2001, in dem er die Taliban als «camp» bezeichnete. Die moralische Wertung trat hier hinter der medienästhetischen zurück. Ähnlich mag es sich auch mit Krachts Vorwort zum Bildband Die totale Erinnerung (2006) verhalten, in dem von Nordkorea v. a. als einer riesigen Inszenierung, als einem zu Propagandazwecken vermittelten Simulacrum die Rede ist, wobei die vermeintliche Nichtbeachtung tatsächlichen Leids manche Kommentatoren verärgert hat.
Eine weitere Kontroverse ergab sich im September 2007 anlässlich eines veröffentlichten Interviews mit dem damaligen Redaktor Martin Lichtmesz der Neofolk-Zeitschrift Zwielicht. Im Juli 2007 hatte Georg Diez unter anderem am Beispiel von Kracht eine «neue Lust [der Kunst] am Irrationalen, Antidemokratischen [und] Totalitären» ausgemacht. Die Süddeutsche Zeitung behauptete erstmals, dass Krachts und Woodards «Spiel mit politischen Extremen» «Parallelen zum neurechten Diskursfeld» aufweise, auch ohne dass die Autoren eindeutige Positionen vertreten würden. Der Vorwurf einer Annäherung an Positionen der Neuen Rechten und dem Satanismus wurde formuliert. Die FAZ verteidigte in einer Glosse Kracht und bezeichnete die Vorwürfe als Unsinn.
Schon während seiner Zeit als Redaktor für das Magazin Tempo (ab 1991) hatte Kracht für einen Eklat gesorgt, als er eine Reportage über Rudolf Scharping schrieb, ohne tatsächlich vor Ort gewesen zu sein.
In einer Rezension des Romans Imperium schrieb Georg Diez im Magazin Der Spiegel, Christian Kracht sei der Céline seiner Generation. Das Werk sei «durchdrungen von einer rassistischen Weltsicht». An Krachts Beispiel «könne man sehen, wie antimodernes, demokratiefeindliches, totalitäres Denken seinen Weg findet hinein in den Mainstream». Jan Küveler widersprach in Die Welt: «Nun muss man in Diez indes einen Wegbereiter der Ironiefreiheit erkennen. Denn die meisten Zitate, die Diez für sein denunziatorisches Pamphlet böswillig aus dem Zusammenhang reißt, sind allenfalls Beweis für Krachts Humor.» Ebenfalls in der Welt war Richard Kämmerlings positive Würdigung zu lesen. Felicitas von Lovenberg sprach in der Frankfurter Allgemeinen Zeitung von dem «Versuch, eine literarische Neuerscheinung durch eine ganz und gar unliterarische Lesart zu vernichten». Auch Julia Encke wendet sich in der FAZ gegen pauschale Kritik. Am deutlichsten wird Lothar Schröder für die Rheinische Post: «Dieser Vorwurf ist intellektuell beschämend. Er ist irrwitzig und obendrein ungerecht einem Buch gegenüber, das seit Kehlmanns Vermessung der Welt zu den besten, geistreichsten und eloquentesten deutschen Romanen zählt.» In der Zeit antwortet Thomas Assheuer darauf: «Viele Kritiker halten Christian Krachts Roman ‹Imperium› für schöne Spielerei. Das ist ein Irrtum. […] Es gibt viele Möglichkeiten, der modernen Gesellschaft den Spiegel vorzuhalten, aber Kracht hat die schärfste Variante gewählt, nämlich den gnostischen Dualismus.»

### Internationale Rezeption
Während 2003 bei Kracht vor allem die Freude an der «Provokation» (Nora Fitzgerald) gesehen wurde, schrieb die New York Times 2015 bei Erscheinen seines Romans Imperium in den USA, dieser erinnere an die frühen Werke von T. Coraghessan Boyle. Die dänische Tageszeitung Politiken hingegen sah ihn in einer Linie mit Kulturpessimisten wie Michel Houellebecq und Botho Strauß. In Frankreich schrieb Le Monde, seine Helden würden, getragen von seiner poetischen und beißenden Schrift, eine Vorliebe für krankhafte Ideen und ein gewisses Gefühl der Selbstzerstörung haben.

### Bühnenfassungen
2004 bis 2008 lief eine Bühnenversion von 1979 an verschiedenen deutschsprachigen Theaterhäusern unter der Regie von Matthias Hartmann – am Schauspielhaus Zürich, am Schauspielhaus Bochum und am Niedersächsischen Staatstheater in Hannover. Ab 2009 lief eine Bühnenversion am Burgtheater Wien.
Verschiedene Bühnenfassungen von Ich werde hier sein im Sonnenschein und im Schatten von verschiedenen Regisseuren – darunter Armin Petras – waren am Staatstheater Stuttgart, am Theater Basel, am Stadttheater Bern und am Maxim Gorki Theater in Berlin zu sehen.
Eine Bühnenversion des Romans Faserland wurde im April 2012 am Schauspiel Hannover uraufgeführt.
Das Schauspiel Imperium wurde 2015 am Thalia Theater in Hamburg unter der Regie von Jan Bosse uraufgeführt.
Das Theaterstück Die Toten wurde erstmals 2017 unter der Regie von Claudia Meyer am Stadttheater Bern aufgeführt.
Eurotrash wurde als Theaterstück 2021 an der Berliner Schaubühne uraufgeführt, unter der Regie von Jan Bosse, mit Angela Winkler als Frau Kracht und Joachim Meyerhoff als Christian Kracht. Ebenfalls zur Aufführung kam es 2021 am Thalia Theater mit Barbara Nüsse und Jirka Zett, 2022 unter der Regie von Itay Tiran am Burgtheater Wien mit Johannes Zirner und Barbara Petritsch sowie 2023 am Theater Freiburg unter der Regie von Peter Carp mit Margot Gödrös und Henry Meyer.

### Drehbücher
Kracht schrieb zusammen mit Frauke Finsterwalder das Drehbuch zum Spielfilm Finsterworld und erhielt dafür sowohl den Preis der Deutschen Filmkritik als auch die Nominierung für das beste Drehbuch des Deutschen Filmpreises 2014.
Das Ehepaar verfasste auch das Drehbuch für den Spielfilm Sisi & Ich, der 2023 in die deutschen Kinos kam.

## Werke
Romane
- Faserland. Roman. Kiepenheuer & Witsch, Köln 1995, ISBN 3-462-02407-8.
- 1979. Roman. Kiepenheuer & Witsch, Köln 2001, ISBN 3-462-03024-8.
- Ich werde hier sein im Sonnenschein und im Schatten. Roman. Kiepenheuer & Witsch, Köln 2008, ISBN 978-3-462-04041-8.
- Imperium. Roman. Kiepenheuer & Witsch, Köln 2012, ISBN 978-3-462-04131-6.
- Die Toten. Roman. Kiepenheuer & Witsch, Köln 2016, ISBN 978-3-462-04554-3.[65]
- Eurotrash. Roman. Kiepenheuer & Witsch, Köln 2021, ISBN 978-3-462-05083-7.
- Air. Roman. Kiepenheuer & Witsch, Köln 2025, ISBN 978-3-462-00457-1.

Weitere Werke
- mit Eckhart Nickel: Ferien für immer. Reiseberichte. 1998.
- mit Joachim Bessing, Eckhart Nickel, Alexander von Schönburg und Benjamin von Stuckrad-Barre: Tristesse Royale. 1999.
- Der gelbe Bleistift. Reiseberichte. 2000.
- mit Eva Munz und Lukas Nikol: Die totale Erinnerung. Kim Jong Ils Nordkorea. Bildband. 2006.
- New Wave. Ein Kompendium 1999–2006. 2006.
- mit Ingo Niermann: Metan. 2007
- mit Eckhart Nickel: Gebrauchsanweisung für Kathmandu und Nepal. Reiseberichte. Piper-Verlag, 2009, ISBN 978-3-492-27564-4.
- mit David Woodard: Five Years: Briefwechsel 2004–2009. Band 1: 2004–2007. Wehrhahn-Verlag, 2011, ISBN 978-3-86525-235-7.
- mit Frauke Finsterwalder: Finsterworld. Drehbuch. 2013.[66]
- mit Frauke Finsterwalder: Sisi & Ich. Drehbuch. 2023.

Herausgeberschaft
- Mesopotamia. Ein Avant-Pop-Reader. Anthologie. 1999.
- mit Helge Malchow: Leitfaden für britische Soldaten in Deutschland 1944. 2014.[67]
- mit Eckhart Nickel: Der Freund. Literaturzeitschrift, 8 Hefte. 2004–2006.[68]

## Hörbücher
- Liverecordings (zusammen mit Benjamin von Stuckrad-Barre, Harald Schmidt und Christian Ulmen), 1999
- Faserland, 2000
- 1979, 2002.
- Das Sobhraj Quartett – Asiatische Reisenotizen (zusammen mit Eckhart Nickel), 2004.
- Das Jagdgewehr von Yasushi Inoue (zusammen mit Sandra Schwittau, Mavie Hörbiger und Hannelore Elsner), 2005
- Frühstück bei Tiffany von Truman Capote, 2007.
- Weisse Nacht von David Schalko, 2010.
- Triptychon gelesen von Dirk von Lowtzow, Schorsch Kamerun und Dieter Meier, swissandfamous Verlag 2011
- Imperium gelesen von Dominik Graf. Roof Music, 2012
- Die Toten gelesen von Wanja Mues. Der Audio Verlag, 2016
- Eurotrash gelesen von Christian Kracht. Finch & Zebra, 2021

## Auszeichnungen
- 1993: Axel-Springer-Preis für junge Journalisten
- 2009: Phantastik-Preis der Stadt Wetzlar für seinen Roman Ich werde hier sein im Sonnenschein und im Schatten
- 2012: Grosser Literaturpreis von Stadt und Kanton Bern[69]
- 2012: Wilhelm-Raabe-Literaturpreis für seinen Roman Imperium[70]
- 2013: Preis der Deutschen Filmkritik: Bestes Drehbuch, das er mit seiner Frau für den Film Finsterworld verfasste.[71]
- 2014: Das außergewöhnliche Buch für Faserland.
- 2016: Hermann-Hesse-Literaturpreis[72]
- 2016: Schweizer Buchpreis für Die Toten[73] und Shortlist Bayerischer Buchpreis[74]
- 2017: Longlist des International Dublin Literary Award für Imperium[75]
- 2018: Frankfurter Poetik-Vorlesungen
- 2019: Nominiert für den Prix Médicis#Ausländischer Roman[76]
- 2021: Shortlist zum Preis der Leipziger Buchmesse mit Eurotrash
- 2021: Shortlist zum Schweizer Buchpreis mit Eurotrash
- 2021: Shortlist zum Deutschen Buchpreis mit Eurotrash
- 2022: Schweizer Literaturpreis für Eurotrash
- 2022: Wolfgang-Koeppen-Preis[77]
- 2025: Shortlist zum Preis der Leipziger Buchmesse mit Air[78]
- 2025: Nominiert für den International Booker Prize

## Monografien
- Stefan Bronner: Vom taumelnden Ich zum wahren Übermenschen: Das abgründige Subjekt in Christian Krachts Romanen «Faserland», «1979» und «Ich werde hier sein im Sonnenschein und im Schatten». A. Francke Verlag, Tübingen 2012, ISBN 978-3-7720-8461-4.
- Johannes Birgfeld, Claude D. Conter (Hrsg.): Christian Kracht. Zu Leben und Werk. Kiepenheuer und Witsch, Köln 2007, ISBN 978-3-462-04138-5.
- Johannes Birgfeld: Das Jünger-Proust-Prinzip. Zur dritten Balkonszene in Christian Krachts Roman «Ich werde hier sein im Sonnenschein und im Schatten». Wehrhahn Verlag, Hannover 2023, ISBN 978-3-86525-971-4.
- Immanuel Nover: Referenzbegehren: Sprache und Gewalt bei Bret Easton Ellis und Christian Kracht. Böhlau Verlag, Köln 2012, ISBN 978-3-412-20947-6.
- Christoph Kleinschmidt (Hrsg.): Christian Kracht. In: text + kritik, Heft 216, München 2017, ISBN 978-3-86916-611-7.
- Matthias N. Lorenz (Hrsg.): Christian Kracht. Werkverzeichnis und kommentierte Bibliografie der Forschung. (= Bibliographie zur deutschen Literaturgeschichte. Band 21). Aisthesis Verlag, Bielefeld 2014, ISBN 978-3-8498-1062-7.
- Matthias N. Lorenz, Christine Riniker (Hrsg.): Christian Kracht revisited. Irritation und Rezeption. Frank & Timme Verlag, Berlin 2018, ISBN 978-3-7329-0323-8.
- Stefan Bronner, Björn Weyand (Hrsg.): Christian Krachts Weltliteratur. De Gruyter Verlag, Berlin 2018, ISBN 978-3-11-053215-9.
- Heinz Drügh, Susanne Komfort-Hein (Hrsg.): Christian Krachts Ästhetik. J. B. Metzler Verlag, Stuttgart 2019, ISBN 978-3-476-04729-8.
- Marcel Schmid, Jerome Bolton, Immanuel Nover (Hrsg.): The Case of Christian Kracht. Authorship, Irony and Globalism. Brill (Verlag), Leiden / Boston 2024, ISBN 978-90-04-68229-0.